# Premi Gaziel
El premi Gaziel de biografies i memòries és un premi d'assaig biogràfic per a obres inèdites en català, castellà o anglès atorgat per l'editorial RBA i la Fundació Comte de Barcelona (promoguda pel Grupo Godó). Es premien biografies, memòries, dietaris, epistolaris o treballs històrics en general que suposin un testimoni personal o col·lectiu de l'època a la que faci referència l'obra presentada. El nom del premi és un homenatge a Agustí Calvet, “Gaziel”, un referent de la narrativa periodística i que va ser director de La Vanguardia de 1920 a 1936.

## Història
Va ser creat originalment per la Fundació Comte de Barcelona i l'editorial Edicions 62. La primera etapa comprèn sis edicions, de 1996 a 2001, i el premi està dotat amb quatre milions de pessetes i la publicació de l'obra. A partir de 2002, Edicions 62 abandona el patrocini del premi i no és fins al 2007 que la Fundació Comte de Barcelona arriba a un acord amb l'editorial RBA per a donar-ne continuïtat. En aquesta segona etapa, que comprèn de la setena edició l'any 2008 fins a l'actualitat, s'introdueix el castellà com a llengua de les obres presentades que poden optar al premi. També s'augmenta la seva dotació econòmica per passar a ser de 30.000 euros, tot i que dos anys més tard passa a 20.000 i, a partir de 2014 (en la seva tretzena edició), a 10.000 euros.

## Guanyadors
- 1996 – Josep Maria Muñoz, per Jaume Vicens i Vives (1910-1960). Una biografia intel·lectual
- 1997 – Xavier Miserachs, per Fulls de contactes. Memòries[6]
- 1998 – Francesc Escribano, per Pere Casaldàliga. Descalç sobre la terra vermella
- 1999 – Fabià Estapé, per De tots colors[7]
- 2000 – Jaume Ferran, per Memòries de Ponent
- 2001 – Vinyet Panyella, per Santiago Rusiñol. El caminant de la terra[8]
- 2007 – Cristina Gatell i Glòria Soler, per Martí de Riquer. Viure la literatura[9]
- 2008 – Jordi Amat, per Els laberints de la llibertat: Vida de Ramon Trias Fargas[10]
- 2009 – Anna Caballé i Israel Rolón, per Una mujer en fuga. Biografía de Carmen Laforet[11]
- 2010 – Lluís Racionero, per Memorias Culturales[12]
- 2011 – Juan Bonilla, per Vida y obra de Terenci Moix. El tiempo es un sueño pop[13]
- 2012 –
- 2013 – Enrique Barón, per ¿Más Europa?[14]
- 2014 – Xavier Ayén, per Aquellos años del boom[15]
- 2015 – Josep Antoni González, per Memorias de un socialista indignado[16]
- 2016 – Andreu Martín, per De moment, tot va bé[17]
- 2017 – Javier Varela, per Eugenio d'Ors, 1881-1954[18]
- 2018 – Joan Esculies, per Ernest Lluch. Vida d'un intel·lectual agitador[19]